# Saoutchik

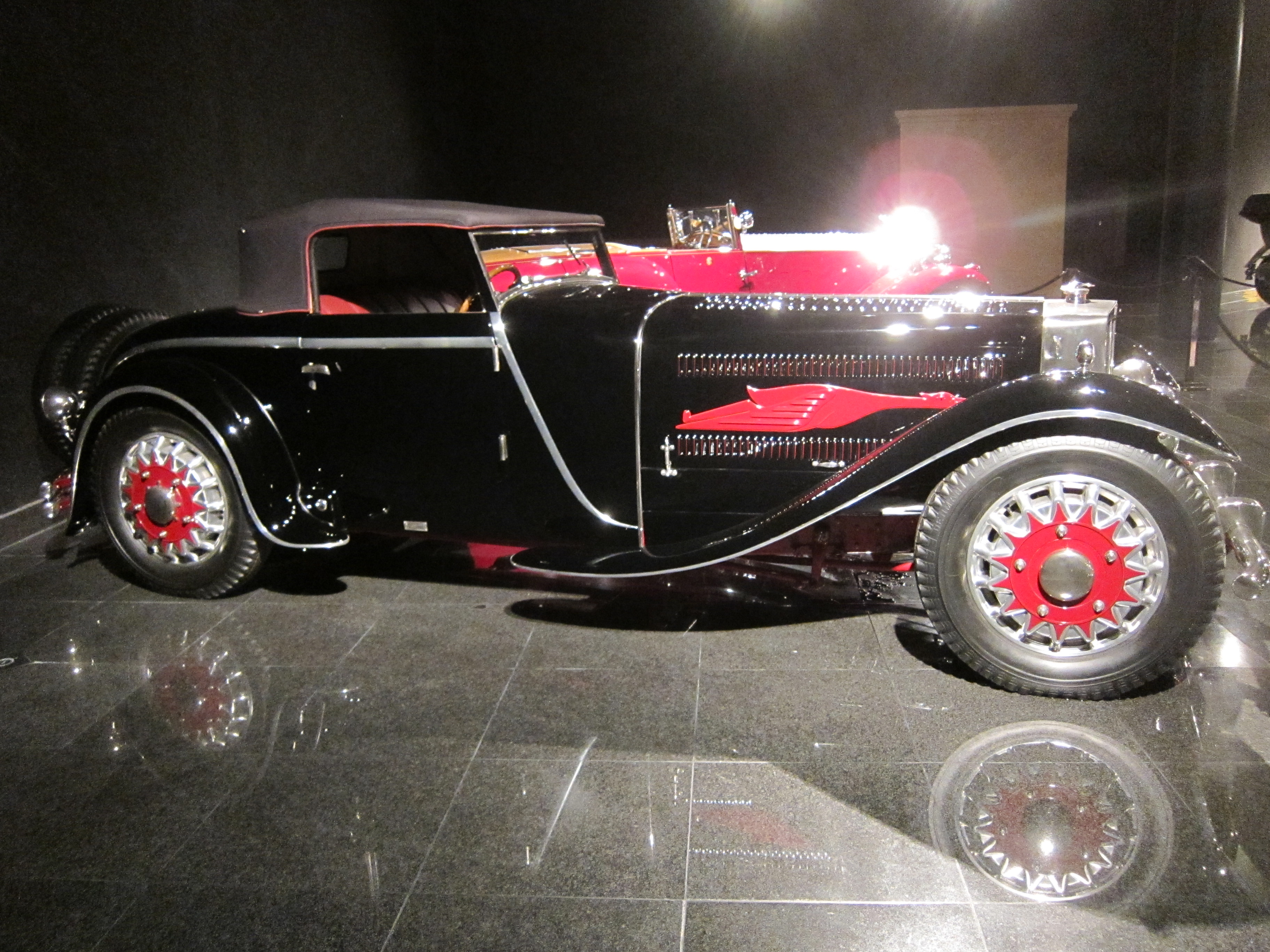
Bucciali TAV-8 Torpédo breveté von Saoutchik (1930)

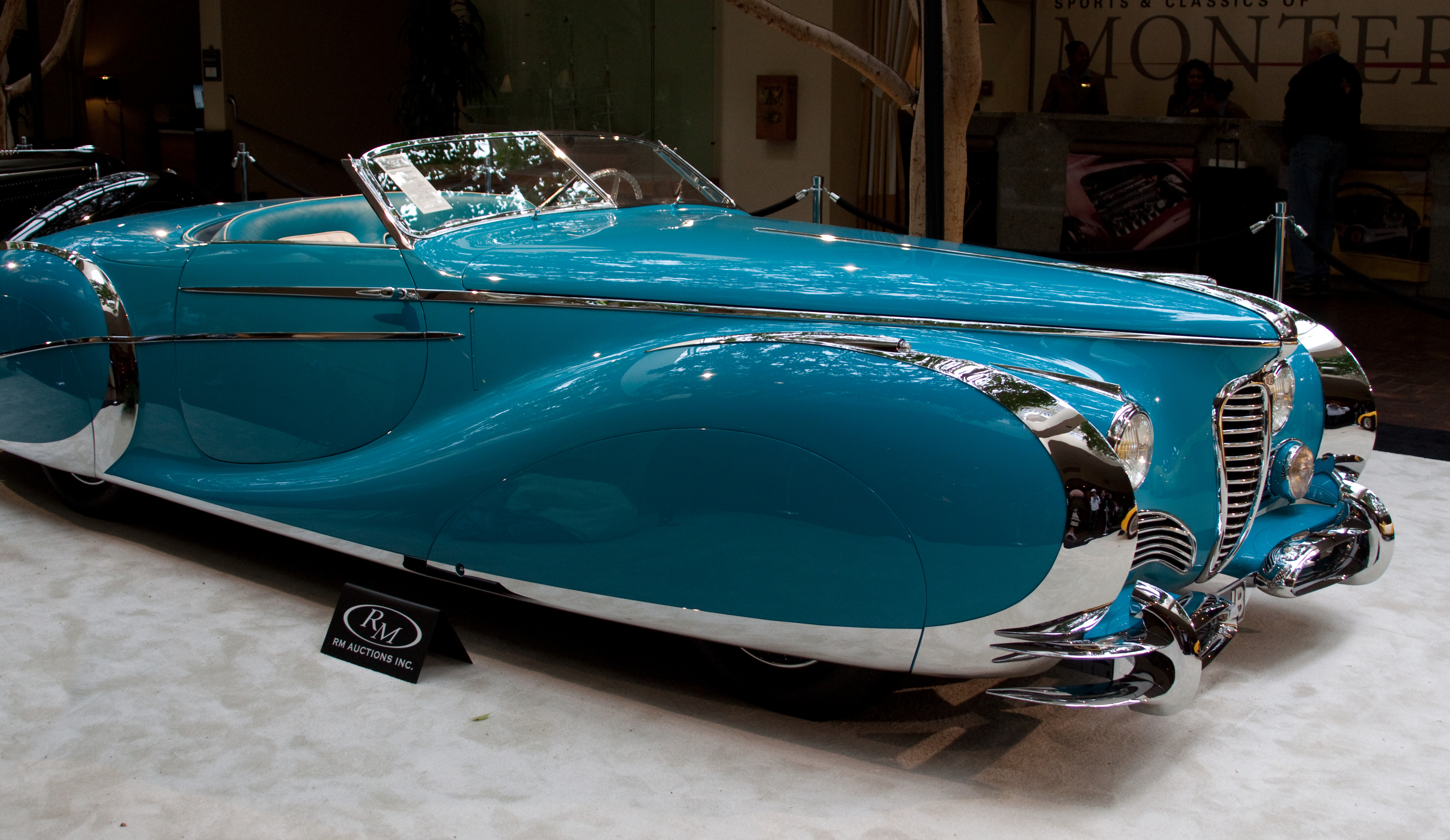
Delahaye Type 175 S Roadster Saoutchik für den Pariser Automobilsalon 1949

Saoutchik war ein französischer Stellmacherbetrieb, der in Neuilly-sur-Seine bei Paris ansässig war. Das Unternehmen zählte in den 1920er- und 1930er-Jahren zu den bekanntesten Karosserieherstellern Frankreichs und gilt, gemeinsam mit Figoni & Falaschi und Franay, als bedeutendster Vertreter des „Barock“-Stils im französischen Karosseriebau der 1930er und 1940er Jahre.

## Iakov Saoutchik
Iakov Saoutchik (1880–1957) wurde, je nach Quelle, in der Ukraine oder in Minsk (Weißrussland) geboren; beides damals Teilstaaten des Russischen Kaiserreichs. Die Familie wanderte 1899 nach Frankreich aus, wo Iakov eine Lehre als Kunsttischler abschloss und in diesem Beruf bis 1906 arbeitete.

## Früh an der Spitze

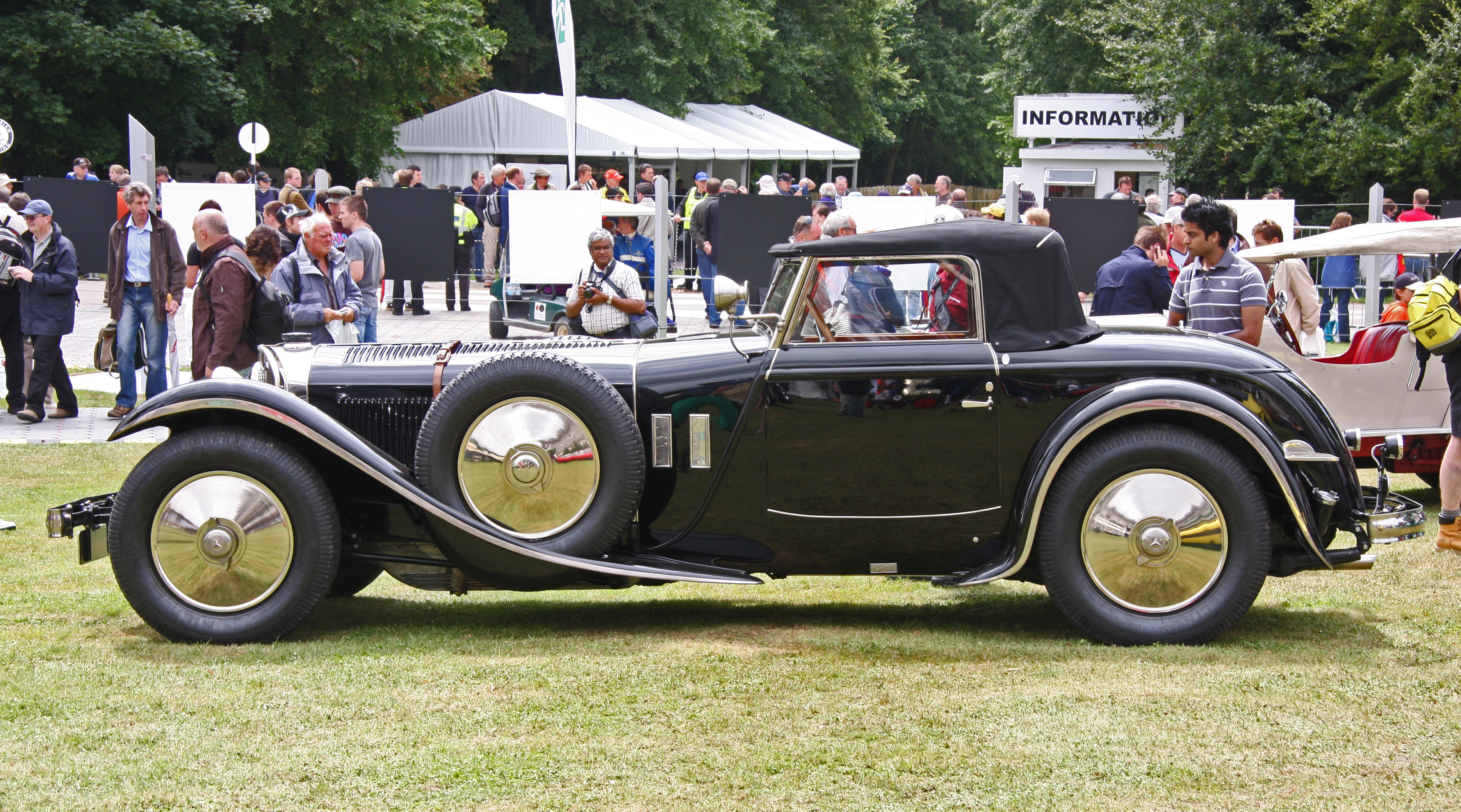
Mercedes-Benz 680S Torpedo Roadster von Saoutchik (1927)

In diesem Jahr 1906 heiratete er und machte sich als Karosseriebauer selbständig. Er gehörte damit zur Minderheit der Carrossiers ohne Wurzeln im Kutschenbau. Die Werkstätte lag an der rue Dulud.
Saoutchiks Ehrgeiz war es, durch höchste Qualität und eigenständiges Design zu den führenden Anbietern einzeln angefertigter Karosserien aufzusteigen. Angeblich war bereits das erste Fahrgestell, das er einkleidete, ein exklusiver Isotta Fraschini. Belegt ist ein Rolls-Royce 40/50 hp "Silver Ghost" (Nr. 2442), den Saoutchik 1913 als Tourer einkleidete; das Fahrzeug ist erhalten und trägt die älteste bekannte Saoutchik-Karosserie.
Sein Ziel erreichte Saoutchik in nur wenigen Jahren und er hielt sich bis zum Niedergang des individuellen Karosseriebaus nach dem Zweiten Weltkrieg auch international an der Spitze. Dabei ging er durchaus respektvoll mit den Traditionen des Kutschenbauhandwerks um, probierte aber früh auch eigene Lösungen aus.

## Innovationen und Mut zum Risiko

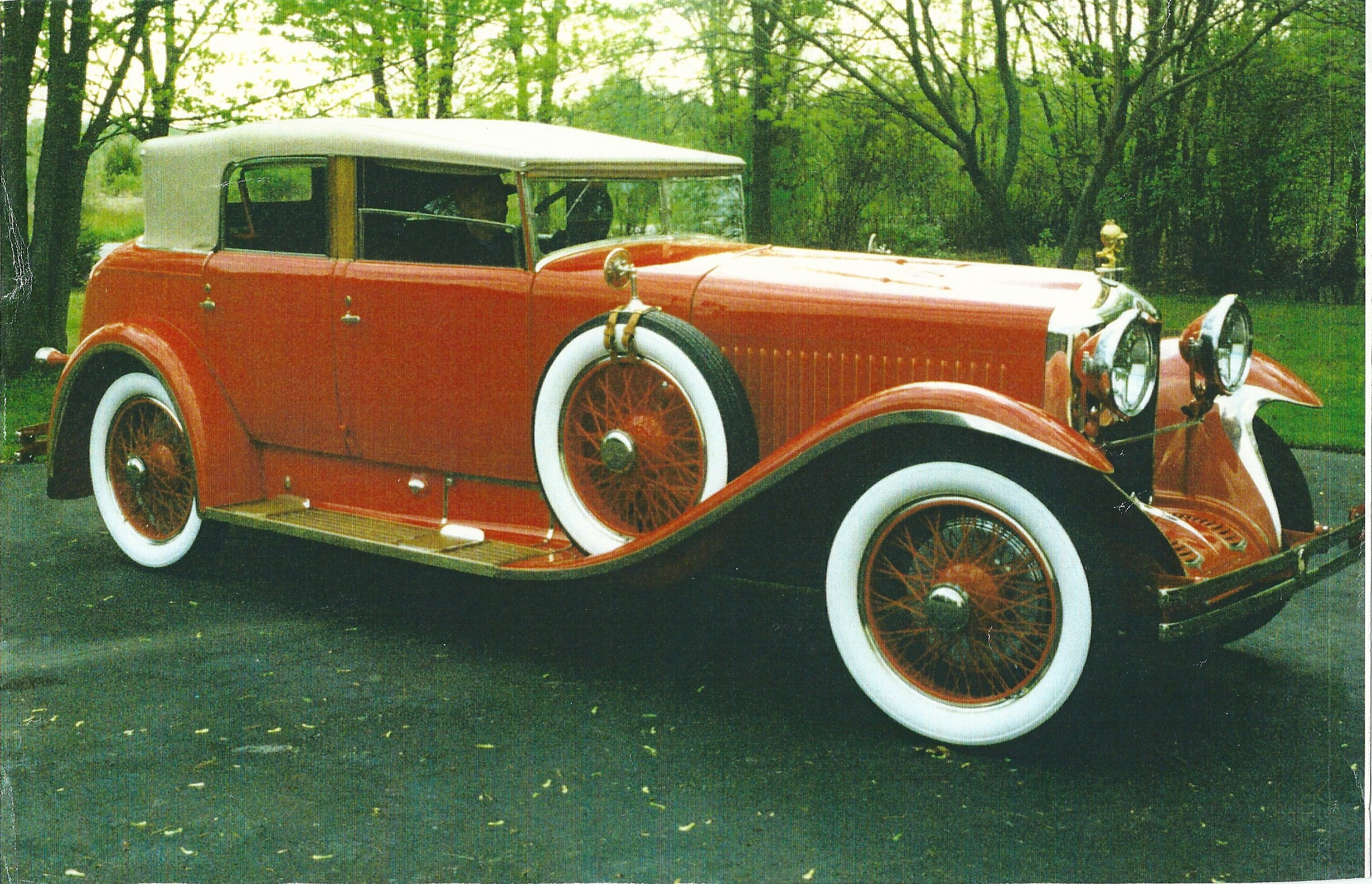
Minerva Type AK Berline Transformable von Saoutchik (1927)

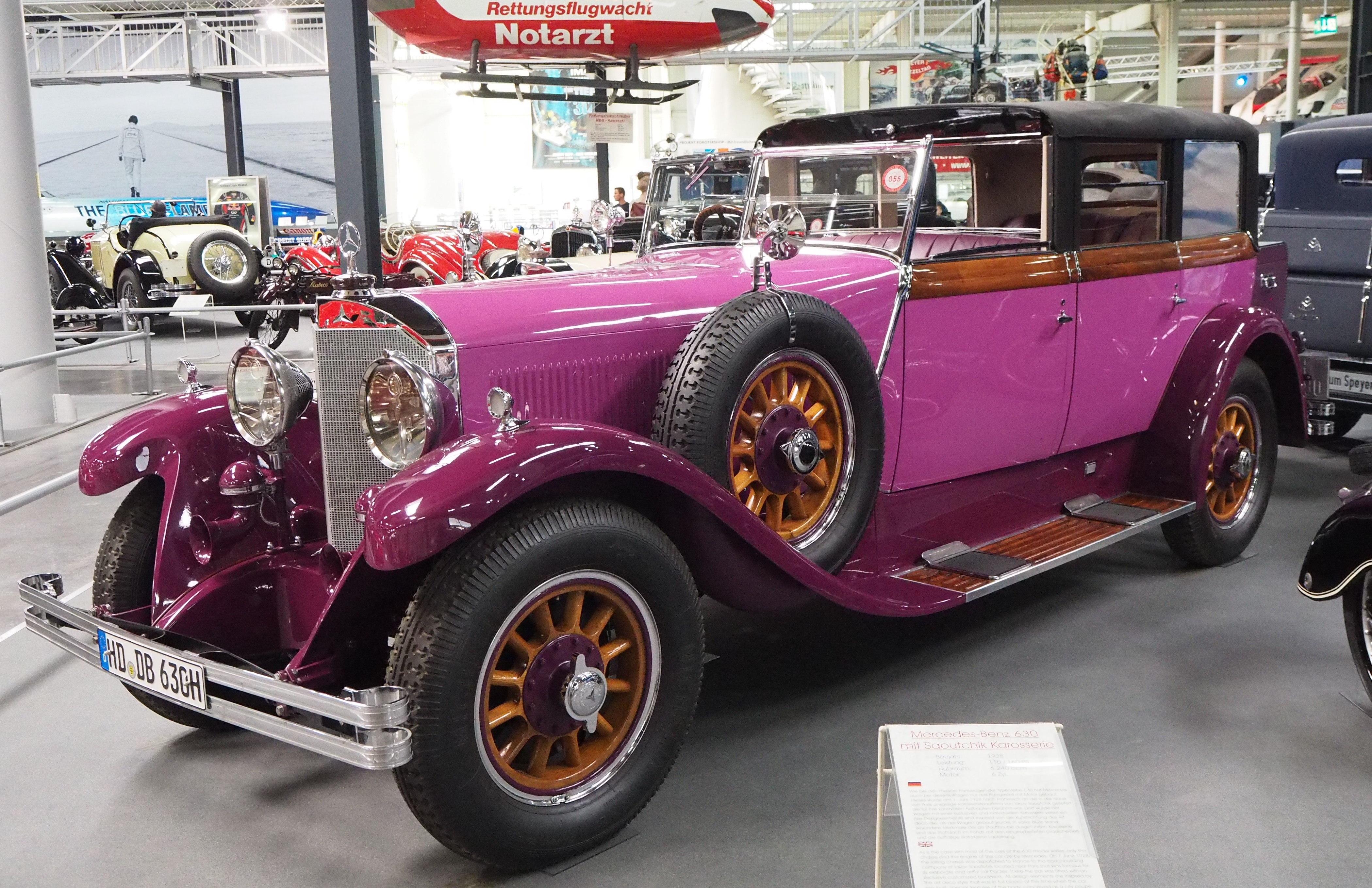
Mercedes-Benz 24/100/140hp Berline Transformable von Saoutchik (1928)

Saoutchik gehörte zu den ersten, die Transformables herstellten. Das sind große und sehr komplexe Viertürer mit komplett zu öffnendem Verdeck und vollständigem Wetterschutz durch versenkbare Seitenscheiben; darin unterscheiden sie sich vom Torpedo oder Phaeton. Im Gegensatz zur Cabriolimousine gibt es auch keine fest stehenden Seitenscheibenrahmen oder Dachholme. Diese in den USA Convertible Sedan genannten Aufbauten stellen die Karosseriebauer daher vor besondere Anforderungen bezüglich Stabilität, Steifigkeit und Bedienbarkeit des Verdecks.
Zweifellos zählte Saoutchik in den 1920er- und 1930er-Jahren zu den bekanntesten Karosserieherstellern Frankreichs. Es entstanden einige Aufsehen erregende Aufbauten auf großen Mercedes- und Mercedes-Benz-Fahrgestellen. Neben Transformables waren dies auch Torpedo breveté genannte Roadster (breveté bedeutet "patentiert"). Auf der Suche nach "visueller Magie" begann Saoutchik, die Hauptlinien seiner Entwürfe durch vernickelte, später verchromte und gelegentlich hölzerne Appliken zu unterstreichen. Saoutchik kleidete auch einige Hispano-Suiza, Panhard & Levassor und Renault 40 CV ein; diese meist etwas konservativer, aber immer sehr elegant. Bemerkenswert ist ein erhalten gebliebener Rolls-Royce Phantom II (68 GN), den Saoutchik 1930 äußerst zurückhaltend als Cabriolet de Ville (ein Synonym für Transformable) einkleidete. Das Fahrzeug ist schwarz lackiert und weist dezente Art-Déco-Verzierungen auf; im Inneren fallen Brokatverkleidungen an den hinteren Türen und aufwendige Ornamente und Appliken auf. Schwer zu glauben, dass Saoutchik sich hier nicht auf angestammtem Territorium bewegte; die Kundschaft für diese Repräsentationsfahrzeuge bevorzugte eher Carrossiers wie Binder, Felber, Kellner, Million-Guiet oder Hibbard & Darrin respektive Fernandez & Darrin.
Später ging Saoutchik gestalterisch auch Risiken ein. So war er einer der Vorreiter extrem niedriger Karosserien. In den frühen 1930er Jahren erregte er Aufmerksamkeit mit solchen Entwürfen, die sich allerdings etwas verspielter präsentierten als die konzeptionell ähnlichen, formal aber strengen Aufbauten zeitgenössischer Voisin, die vom Architekten Le Corbusier in der Bauhaus-Tradition gezeichnet wurden.

### Bentley 6 ½ Litre (1929)
Ein vermuteter Saoutchik-Aufbau auf einem Cadillac V16-Fahrgestell um 1930 ließ sich noch nicht verifizieren, hingegen findet sich ein Bentley 6 ½ Litre von 1929 mit kurzem Fahrgestell, den ein US-amerikanischer Kunde bei Saoutchik einkleiden ließ. Der gewählte Aufbau war ein Dreipositionen-Cabriolet, bei dem das Verdeck sich ganz oder halb (nur über den Vordersitzen) öffnen ließ, außerdem gab es bereits einen integrierten Kofferraum. Saoutchik arbeitete sowohl französische wie britische Stilelemente ein und verwendete Appliken aus Neusilber.

### Bucciali "Fleche d’Or"

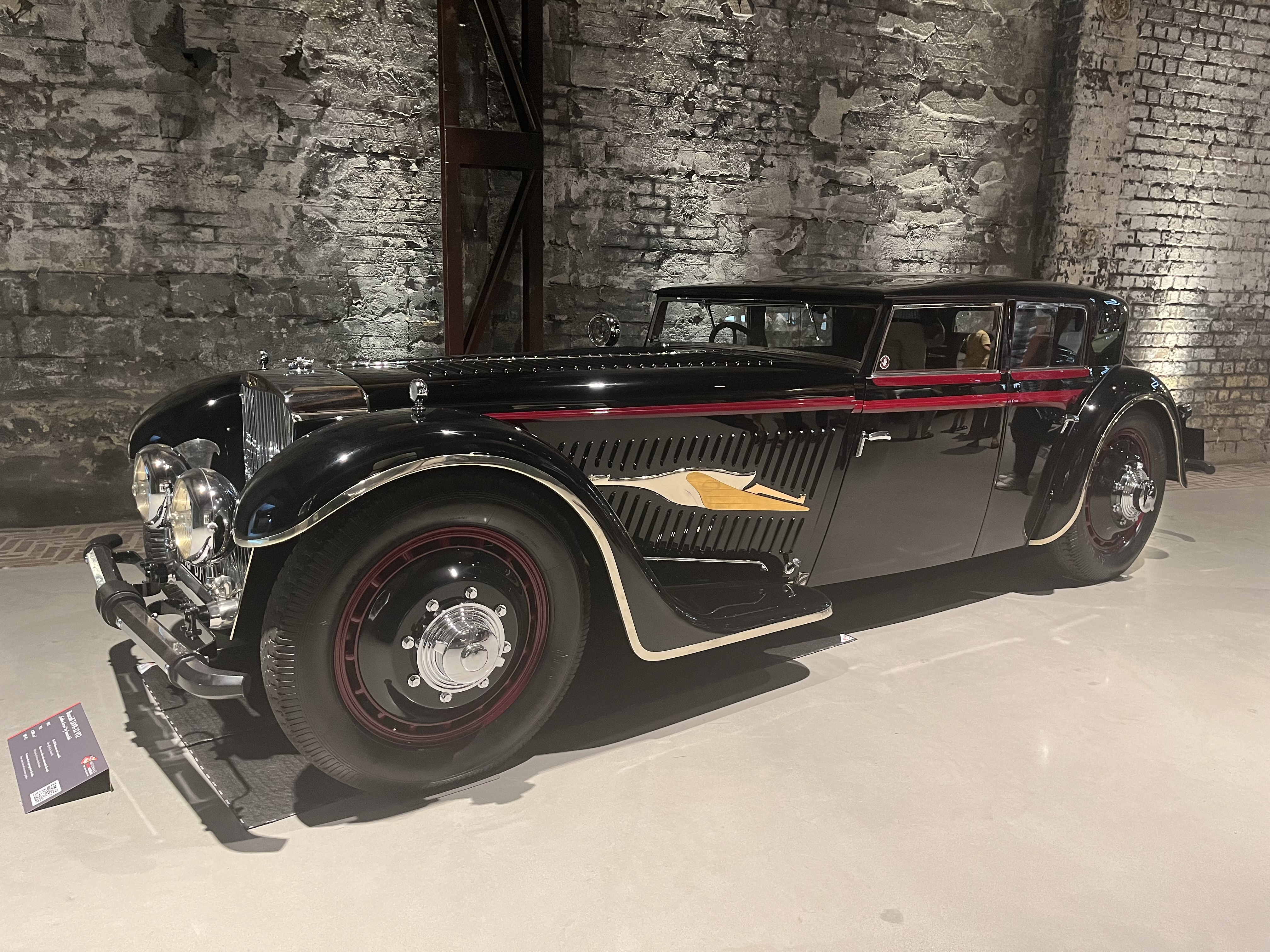
Bucciali TAV8-32 Berline "Fleche d’Or"

Ein extremes Beispiel für den formal strengen und niedrigen Stil dieser Jahre ist die 1932 auf einem Bucciali-Fahrgestell realisierte, spektakuläre Berline TAV 12 „Flèche d’Or“, die bei einer Länge von 6,36 Metern nur 1,48 Meter hoch war. Technisch ließ sich das damals nur mit Frontantrieb lösen. Dadurch entfiel die Kardanwelle und damit der Hauptgrund für den großen Abstand des Fahrzeugbodens zur Straße. Bucciali war neben Tracta einer der Pioniere dieses Konzepts in den 1920er Jahren, aber der TAV8-32 (auch TAV12 genannt wegen des ursprünglich vom Kunden bestellten V12-Schiebermotors von Voisin mit 4886 cm³ Hubraum) war der bis dato größte gebaute Fronttriebler, der auch die (in Serie gebauten) amerikanischen Cord L-29 und Ruxton deutlich übertraf. Wie bei den meisten frühen Frontantriebskonstruktionen, bis hin zum Renault R4, war das Getriebe vor dem Motor angeordnet. Das Getriebe selber war teils unter einer Abdeckung zwischen den Vorderrädern und teils unter der nach vorn geschwungenen Kühlermaske verborgen. Fast die Hälfte der Fahrzeuglänge nahm die Motorhaube in Anspruch. Die Absicht des ultraniedrigen Aufbaus wurde unterstützt durch riesige Räder; die Scheiben waren eher Sehschlitze. Es gab (wegen ihres Profils so genannte) "helmförmige" Kotflügel und keine Trittbretter. Um die Linie nicht zu stören, wurden die beiden Ersatzräder im Heck mitgeführt, dass dies die Traktion des Fahrzeugs verschlechterte, wurde in Kauf genommen. Seitlich gab es über die ganze Länge der Motorhaube Ornamente in Form eines fliegenden Storchs, fast eine Antithese zum strengen Formalismus des übrigen Aufbaus.
Die ursprünglichen Zeichnungen des Flèche d’Or ("Goldener Blitz") gehen auf Paul-Albert Bucciali zurück.

## Neuorientierung
Saoutchik erkannte Anfang der 1930er Jahre, dass diese niedrigen Kreationen aus der Mode kamen. Während Gabriel Voisin, unterstützt und beraten von seinem Künstlerfreund Le Corbusier, diesen Weg weiter verfolgte und dabei auf intelligente Lösungen wie die hellen Lumineuse-Aufbauten mit viel Glasfläche (und auch auf einige etwas skurrile) kam, die sich zunehmend schlecht verkauften, "erfand" sich Saoutchik sozusagen neu: Die dezente Zurückhaltung wich zunehmend opulenten Formen und die Ornamentik trat immer mehr in den Vordergrund.

## Der Wettstreit mit Figoni & Falaschi
Mit dem anderen großen Kreateur dieser barocken Formensprache, Figoni & Falaschi, entstand ein respektvoll ausgetragener Konkurrenzkampf um die raffinierteste Kreation der jeweiligen Saison, deren Höhepunkt jeweils der Pariser Automobilsalon war. Die nun bevorzugten Marken waren Delahaye und Talbot-Lago, für deren Fahrgestelle auch Figoni & Falaschi zahlreiche Aufbauten realisierte.
Einige Jahre lang prägte dieser Wettstreit die Auto-Mode und die Entwicklung des französischen Individual-Karosseriebaus, über dessen "Amerikanisierung" sich Jacques Saoutchik 1935 beklagte. In der Tat sind diese Einflüsse an Fahrzeugen etwa von Renault, Mathis oder Rosengart gut zu erkennen. Die Antwort der französischen Carossiers führte allerdings ebenso zu gelegentlichen Exzessen mit Formen, die heute als schwülstig und übertrieben empfunden werden. Sowohl Saoutchik wie auch Figoni & Falaschi gewannen in dieser Zeit viele Preise an Concours d’Elegance für ihre Kreationen und hielten sich, trotz der Wirtschaftskrise, gut im Geschäft.

### Hispano-Suiza J12 und K6

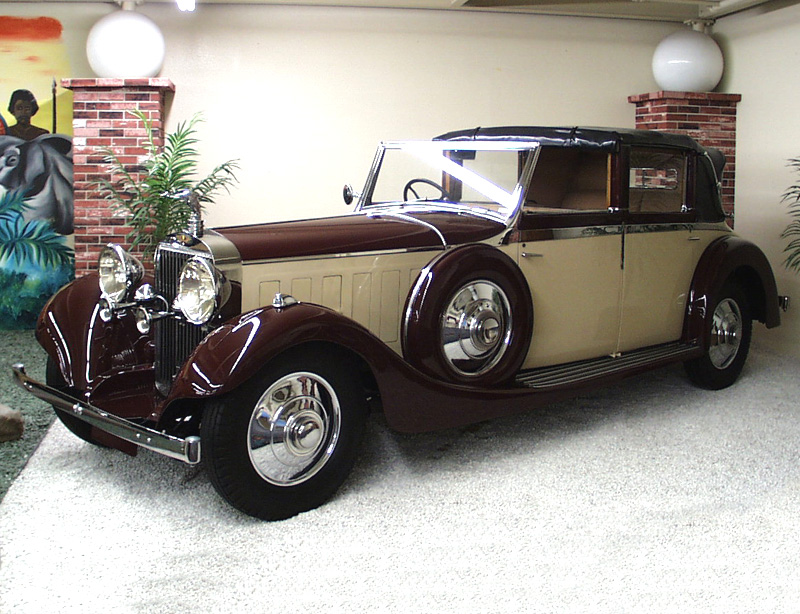
Sehr zurückhaltend geformte Berline Transformable auf Fahrgestell Hispano-Suiza J12 (1935)

Der Hispano-Suiza J 12  war zweifellos eines der exklusivsten Fahrzeuge ihrer Zeit. Saoutchik hat einige davon eingekleidet; sie sind nach dem konservativen Geschmack der Kundschaft eher zurückhaltend gezeichnet. Die meisten J12 erhielten repräsentative Aufbauten – Chauffeur-Limousinen, Landaulets oder Transformables. Für einen französischen Industriellen entstand ein zweisitziges Cabriolet mit "Schwiegermuttersitz". Es war trotz seiner enormen Größe von zeitloser, zurückhaltender Eleganz. Das Fahrzeug war danach lange im Besitz von Pablo Picasso. In den 1970er Jahren war es Vorbild für ein Modell, das der italienische Hersteller Rio herausbrachte.
2010 wurde eine Transformable von Saoutchik auf einem Fahrgestell J12 von 1936 (#28543 43) für US$ 1,54 Mio. versteigert.
1935 entstand ein sehr elegantes Cabriolet auf dem "kleinen" Hispano-Suiza K6, das erhalten geblieben ist.

### Der "Trossi-SSK"

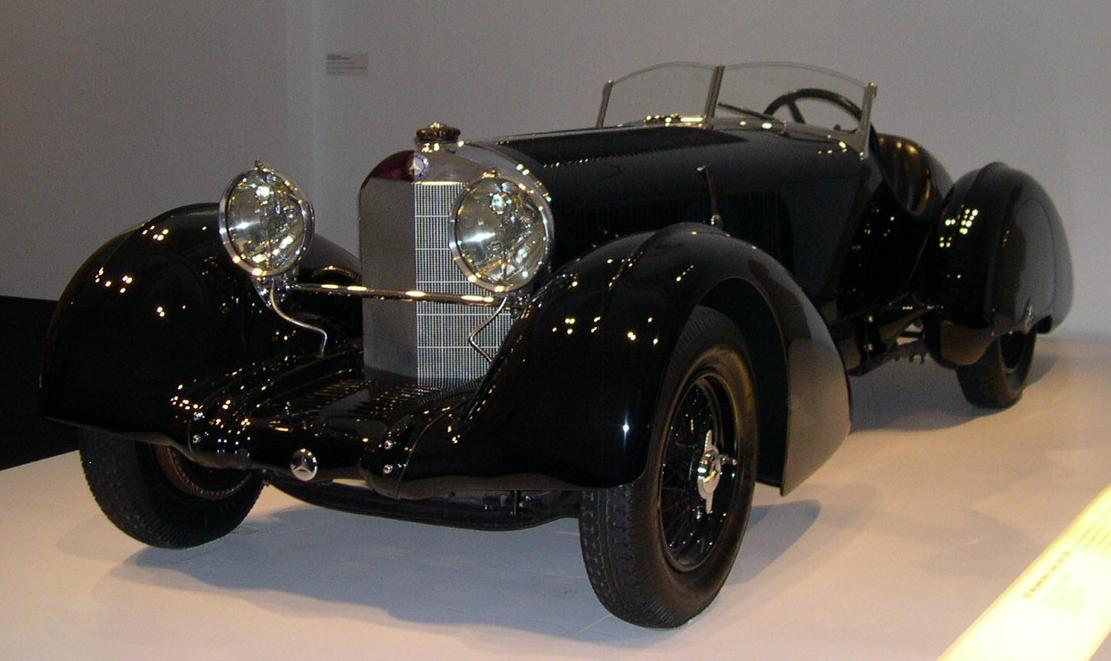
Mercedes-Benz SSK (W-06) "Trossi" (Fahrgestell 1930, Aufbau 1934)

Der italienische Aristokrat und Autorennfahrer Graf Carlo Felice Trossi (1908–1949) ließ 1934 einen Mercedes-Benz SSK von 1930 nach eigenen Ideen neu einkleiden. Gemäß einer einzelnen Quelle erfolgte die Umsetzung bei Saoutchik. Die Restauratoren des Fahrzeugs ermittelten, dass das Auto zuvor einen Roadster-Aufbau der Carrozzeria Touring trug.
Der "Trossi-SSK" ist ein sehr bekanntes und spektakuläres Fahrzeug, sodass es erstaunt, dass sich für Saoutchiks Urheberschaft kaum weitere Quellen finden.

### "Pantograph"-Türen
Jacques Saoutchik patentierte Mitte der 1930er Jahre ein neuartiges Scharniersystem, das er, in Anlehnung an das Zeichengerät, "Pantograph" nannte. Bei dieser besonderen Form der Schiebetür wird die Türe von Streben getragen und geführt. Beim Öffnen wird sie erst seitlich ausgezogen und, wenn sie weit genug von der Karosserie absteht, parallel an dieser entlang nach vorn oder hinten gezogen, bis sie die Türöffnung ganz freigibt. In geschlossenem Zustand ist die besondere Funktionsweise der "Pantograph"-Türe nur an der ungewöhnlichen Position des Türgriffs mittig in der optischen Längsachse des Türblatts erkennbar. Sehr wenige Fahrzeuge wurden mit diesem Türsystem ausgestattet. Bekannt sind zwei sonst eher konservative Cabriolets; das eine auf dem Fahrgestell eines Delage D8-120 von 1939 konnte vor Kriegsausbruch nicht mehr fertiggestellt werden und wurde erst 1945 an den Élysée-Palast geliefert. Es diente Präsident Charles de Gaulle als erstes Regierungsfahrzeug. Das ursprünglich, wie alle Regierungsfahrzeuge, schwarz lackierte Fahrzeug ist erhalten geblieben und präsentierte sich lange in einem rot-bronzenen Farbton. Obwohl diese Änderung wohl nicht von Saoutchik vorgenommen wurde, steht sie in seiner Tradition; er war einer der ersten französischen Carrossiers, der mit Metallicfarben arbeitete. Heute ist das Auto in silber über schwarz gehalten.
Das andere bekannte Cabriolet mit "Pantograph"-Türen scheint nicht mehr zu existieren. Saoutchik baute es auf dem Chassis des Achtzylindermodells Renault Suprastella für den späteren General und Kriegshelden Marie-Pierre Kœnig (1898–1970). Kœnig war Kommandeur der Force Français Libre in Großbritannien und der Forces françaises de l’intérieur (FFI) und danach Militärgouverneur von Paris. Nach Kriegsende war er gleichzeitig Oberbefehlshaber der französischen Besatzungstruppen in Deutschland und Militärgouverneur der französischen Besatzungszone.

### Dubonnet Xenia (1938)

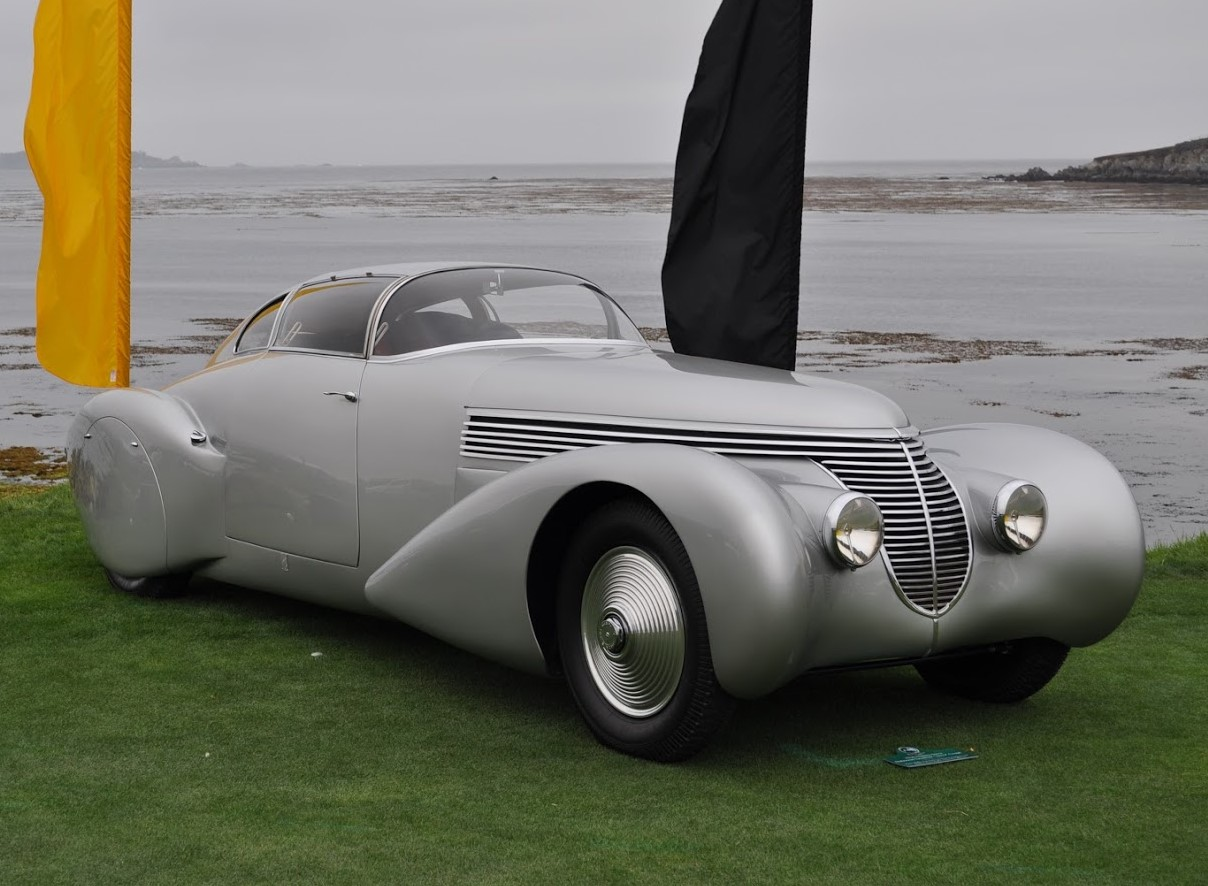
Dubonnet Xenia, Hochleistungsfahrzeug und Versuchsträger auf einem überarbeiteten Fahrgestell Hispano-Suiza H 6 (1938)

Zu Saoutchiks bekanntesten Karosserien dieser Zeit gehört der 1938 entstandene Dubonnet Xenia, ein Versuchsträger, an dem der Ingenieur und Rennfahrer André Dubonnet eine Weiterentwicklung seiner Dubonnet-Federung Hyperflex testete. Das Fahrgestell kam von einem Hispano-Suiza H 6 Baujahr 1932, das Dubonnet 1934 erworben hatte, und wurde entsprechend umgebaut. Es erhielt nachträglich auch Hydraulikbremsen.
Ironischerweise ist gerade "Xenia" kein Saoutchik-Entwurf; die Zeichnungen lieferte der Designer und Aerodynamik-Spezialist Jean Édouard Andreau. Das Fahrzeug hat, der besonderen Formgebung geschuldet, eine sehr frühe Ausführung der Panoramafrontscheibe.

### Jaguar S. S. 100 (1938)

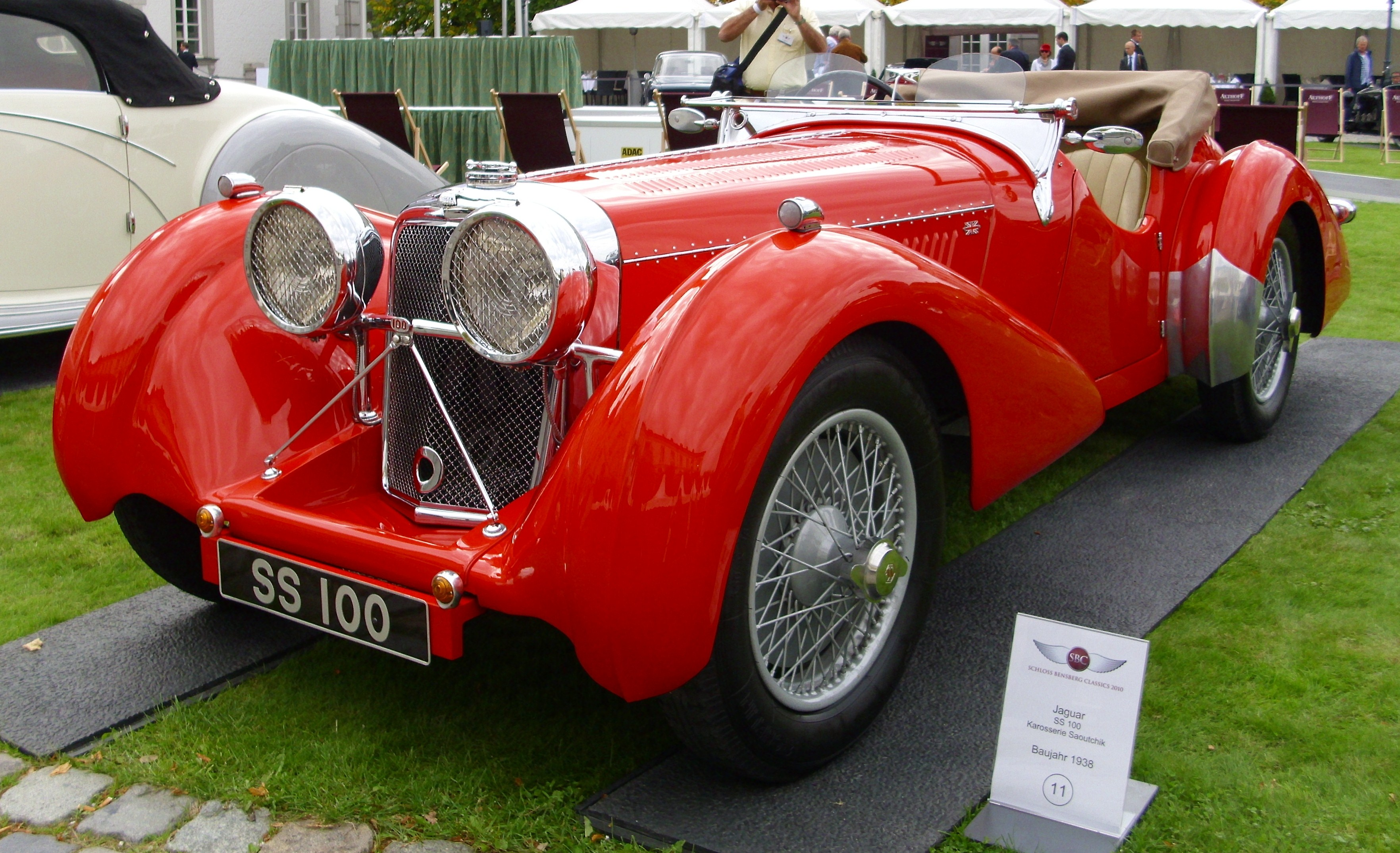
Jaguar S. S. 100 Roadster Saoutchik (1938)

Ebenfalls 1938 entstand ein eher konservativer Roadster auf dem Fahrgestell des Jaguar S.S.100. Zwischen 1938 und 1940 wurden 190 Exemplare mit 2½ Liter-Motor und lediglich 118 mit 3½ Liter-Motor gebaut. Die meisten erhielten die zurückhaltende, sehr sportliche Roadster-Werkskarosserie. Saoutchiks Einzelstück auf einem frühen 3½ Litre-Fahrgestell (#39107) lässt Motorhaube, Kühlermaske und die Scheinwerfer mit ihren charakteristischen Verstrebungen unberührt. Auffällig und typisch sind die massiven Kotflügel. Das Heck ist elegant geschwungen. Der S.S. Jaguar weist einige gestalterische Anlehnungen an den "Trossi-SSK" auf. Wie dieser, wirkt auch der Saoutchik-Jaguar deutlich massiver als das Ausgangsmodell. Das Fahrzeug existiert noch.

### Bentley Mark V Cabriolet (1939–1940)
1940 karossierte Saoutchik eines der wenigen Fahrgestelle Bentley Mark V (#MXT 3). Es gehörte der Schwester von König Faruq von Ägypten und war zum Einkleiden eigentlich für Binder bestimmt, wo es unmittelbar vor Kriegsausbruch eintraf. Es wurde eine Zeitlang vor einem deutschen Zugriff versteckt. Der Mark V war der erste Bentley mit Einzelradaufhängung; nur 11 Fahrzeuge wurden insgesamt gebaut. Die sehr konservative Linienführung legt nahe, dass ein Entwurf von Binder verwendet wurde.

## Verändertes Umfeld nach dem Zweiten Weltkrieg

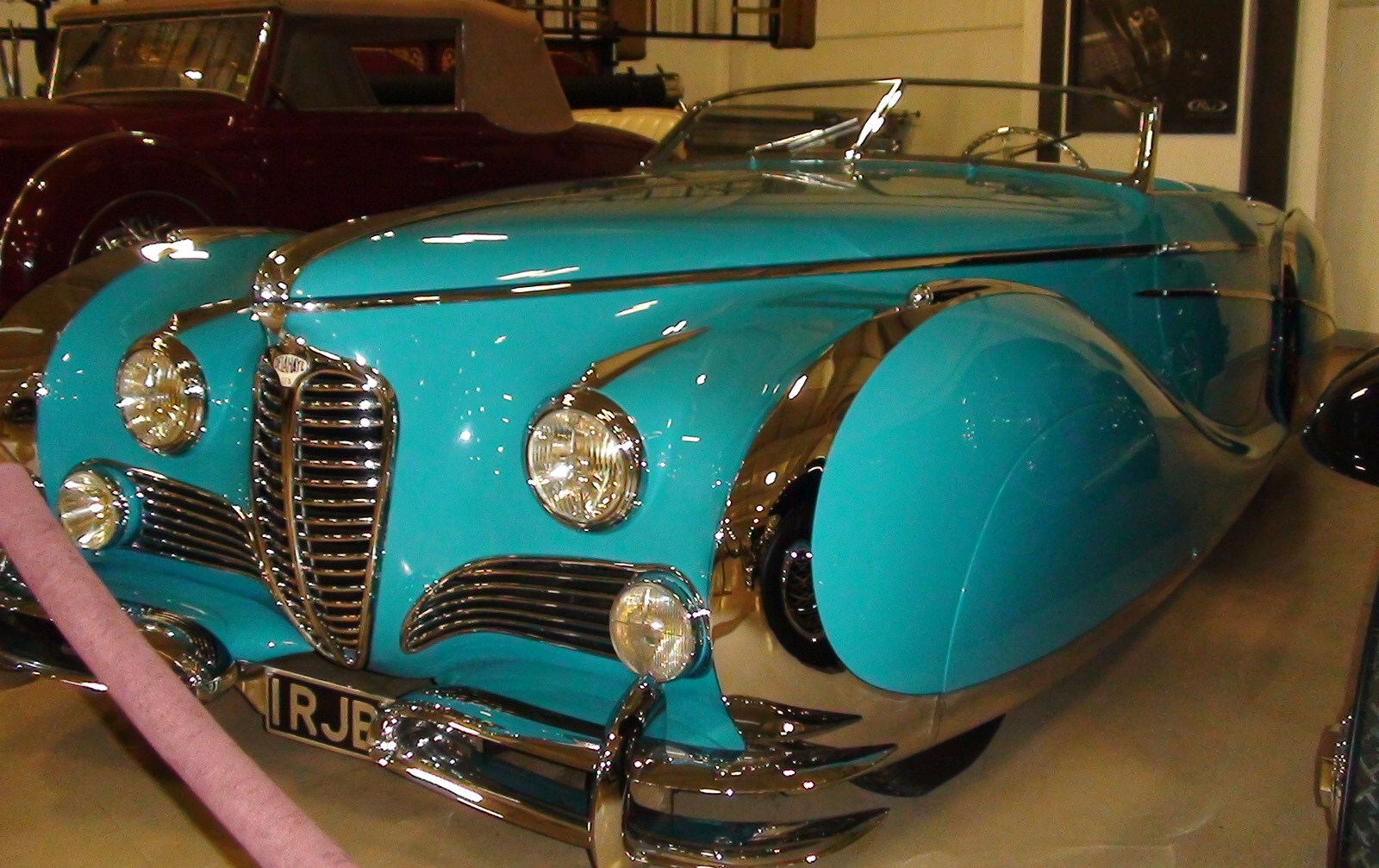
Exzessives Design: Delahaye Type 175 S Roadster Saoutchik für den Pariser Automobilsalon 1949

Nach dem Zweiten Weltkrieg nahm das Geschäft immer mehr ab, da die Automobilhersteller zunehmend selbsttragende Karosserien eigener Fertigung anboten. Die Rivalität mit Figoni & Falaschi dauerte auch nach dem Krieg kurze Zeit an, nun belebt durch Entwürfe von Franay, Gurney-Nutting, Freestone & Webb und einen Neuling, Facel-Métallon. Letzterer sollte bald mit einer eigenen Automarke, Facel Vega, von sich reden machen.
Der schwindende Markt und die Notwendigkeit, die Kundschaft auf sich aufmerksam zu machen, trieb diese Karosseriebauer zu immer extravaganteren Formen. Dabei war zu deren Umsetzung eine große Könnerschaft im Umgang mit Metall Voraussetzung. Stilistisch wurde die Grenze zur Dekadenz mehr als einmal überschritten – mehr noch als manche US-amerikanischen Entwürfe, die sich schließlich auch in der Großserie umsetzen lassen und schließlich Käufer finden mussten. Praktisch waren diese Fahrzeuge auch nicht: Das Gewicht der opulenten Karosserien machte auch die eigentlich sportlichen Fahrzeuge langsam und durstig. Die überdimensionierten Kotflügel und Stoßstangen belasteten die Vorderachse, wodurch die Lenkung (ohne Servohilfe) schwergängiger wurde. Gleichzeitig verschob sich der Schwerpunkt der Fahrzeuge nach vorn, wodurch sich die Traktion der angetriebenen Hinterachse verschlechterte. Verschalungen an den Vorderrädern führten zudem zu einem großen Wendekreis, was das Auto noch unhandlicher machte. Immer weniger Kunden waren bereit, dafür viel Geld auszugeben. Die schwierigen Zeiten nach dem Krieg waren zudem alles andere als geeignet, sich überhaupt in einem so extravaganten Auto zu zeigen. In Saoutchiks Heimmarkt Frankreich führte die Regierung de Gaulle zudem eine sehr hohe Luxussteuer ein, was nicht nur das Schicksal etlicher Automarken besiegelte, sondern auch Carrossiers zum Aufgeben zwang.

### Cadillac Sixty-Two

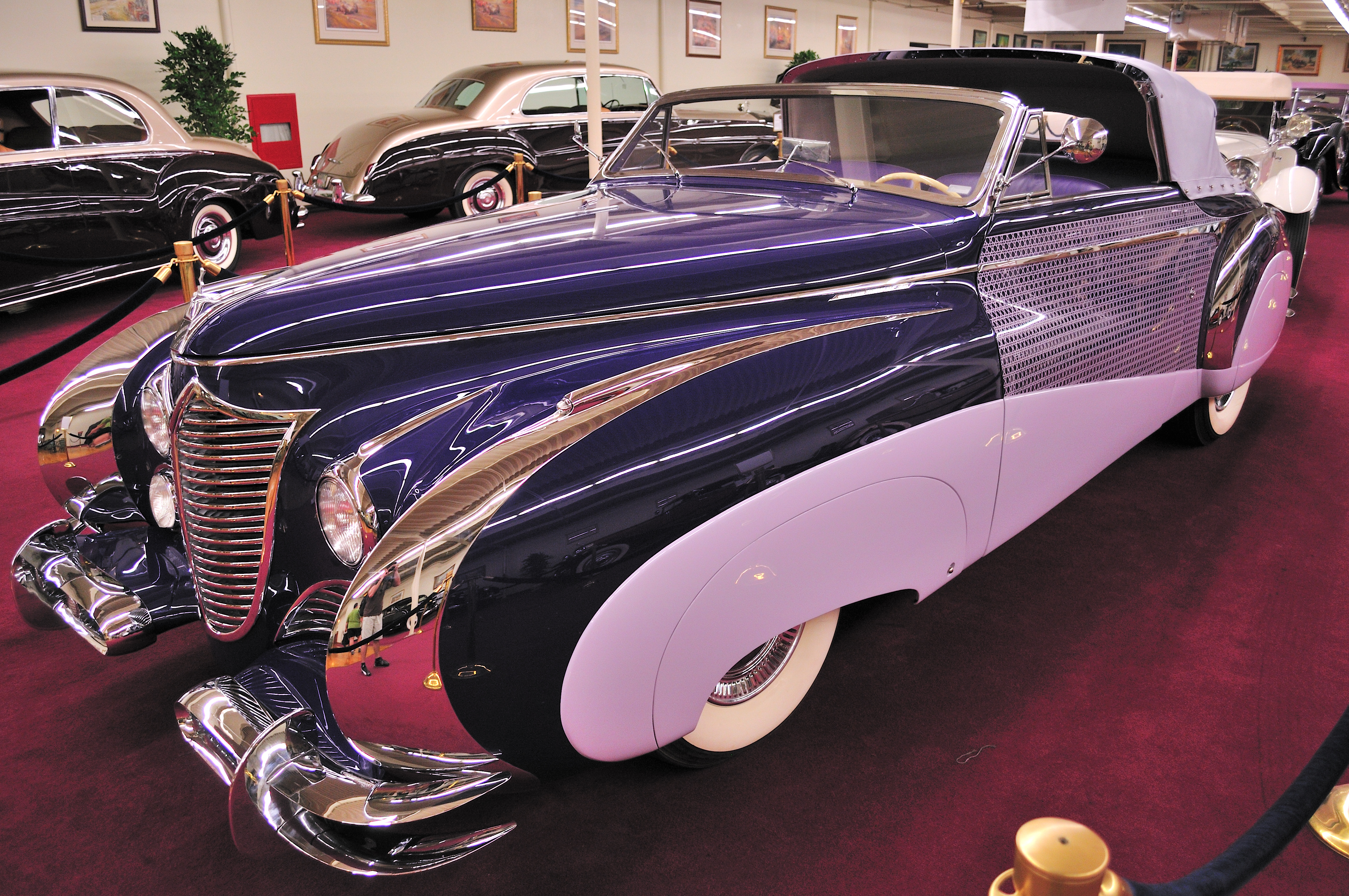
Cadillac Series 62 Dreipositionen-Cabriolet Saoutchik (1948)

Saoutchik karossierte 1948 einen Cadillac (#46237307) als extravagantes Cabriolet. US-Fahrzeuge mit ihren massiven Leiterrahmen und den starken Achtzylindermotoren – bei Cadillac ein sehr moderner V8 mit OHV-Ventilsteuerung – waren für schwere Aufbauten konzipiert, bei der traditionellen Kundschaft in Europa aber wenig beliebt. Die Cabriolet-Karosserie dieses Fahrzeugs ist sehr auffällig mit ähnlichen Linien, wie sie sich auch auf Saoutchiks Delage und Delahaye finden. Kombiniert wurden sie mit mehr Appliken denn je: breite Chromstreifen laufen über die Scheitelhöhe der Kotflügel, und mit Flechtwerk über den Türen wurde auf ein schon im Kutschenbau verwendetes Stilmittel zurückgegriffen. Die Kühlermaske war einem Schild nachempfunden. Das Einzelstück existiert noch und brachte an Auktionen 2006 und 2010 die für einen Nachkriegs-Cadillac fantastische Summe von jeweils US$ 649.000.

### Talbot-Lago

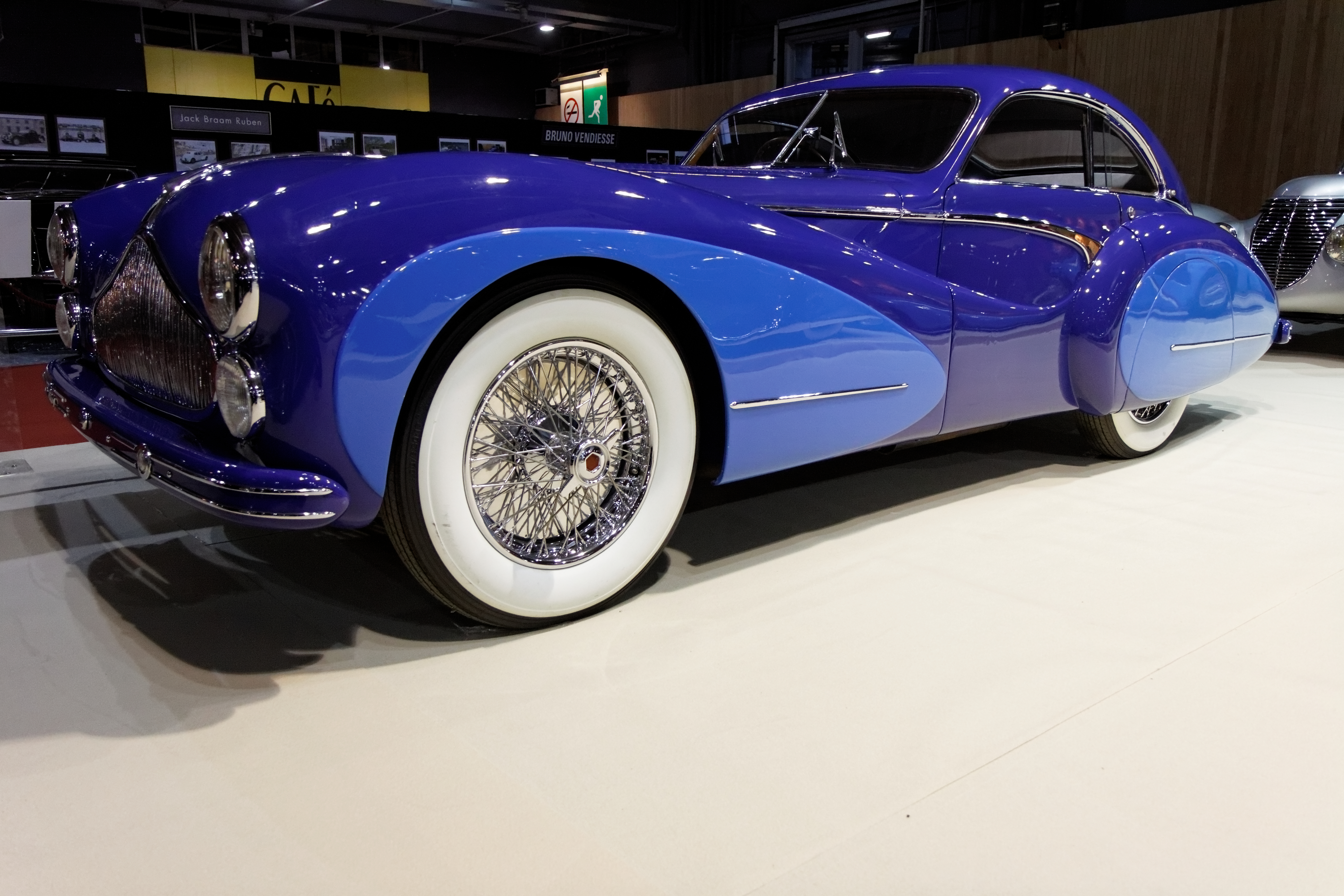
Talbot-Lago Type 26 Grand Sport Coupé Saoutchik mit klassischer Linienführung (1947). Eine ähnliche Kotflügellinie findet sich beim Jaguar XK 120.

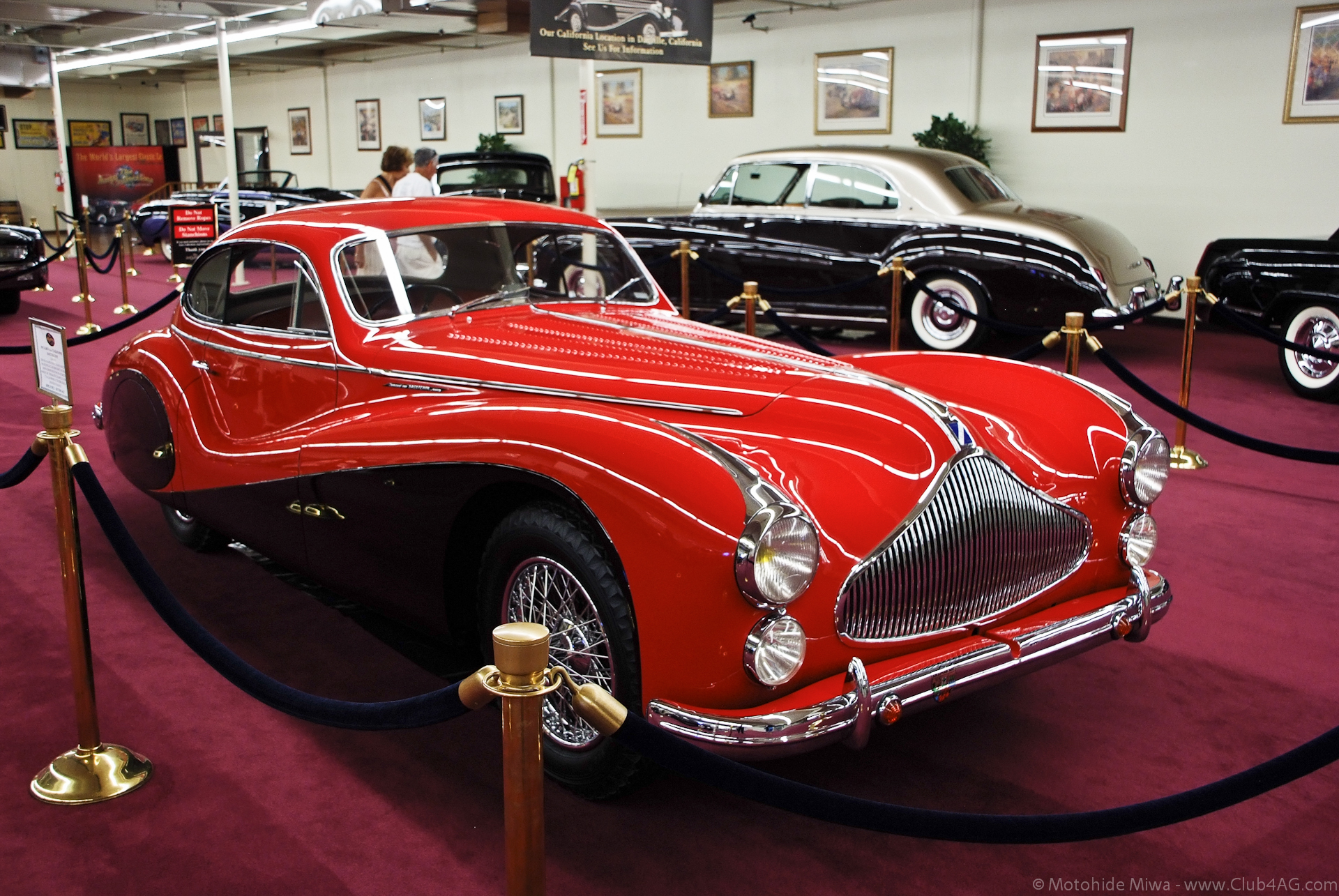
Ein weiterer Talbot Lago T26 Grand Sport (#11056 von 1951) mit leicht modernisierter Linie. Dieses Auto war ein Klassensieger am Pebble Beach Concours d’Elegance.

Nachdem Antonio Lago 1932 das Werk in Suresnes aus der Konkursmasse des britischen Sunbeam-Talbot-Darracq-Konzerns (S-T-D) herausgelöst hatte, erfolgte eine Neuausrichtung mit strafferer Produktpalette, sportlicheren Modellen und einem Rennsportprogramm, das aus Kostengründen auf seriennahen Fahrzeugen bestand. Talbot-Lago waren robust und mit ihren zunächst 2,7 bis 3 Litern großen Sechszylindermotoren mit OHV-Ventilsteuerung und halbkugelförmigen ("hemisphärischen") Brennräumen auch schnell. Zu den stärksten Versionen gehörte der Type 26 Grand Sport mit Vierlitermotor und fast 200 bhp Leistung. Gemäß Werkangaben war dies der schnellste in Frankreich gebaute Viersitzer dieser Zeit. Die Fahrgestelle der Marke waren bald beliebt bei Saoutchiks Konkurrenten Figoni & Falaschi und Chapron, wobei letzterer sehr stilsichere und zurückhaltende Cabriolets und Coupés herstellte und Figoni & Falaschi einerseits deren "Barock-Stil" pflegten und andererseits mit den berühmten Goutte d'eau ("Wassertropfen") Coupés eine ganz neue Formensprache fanden. Die Entwürfe Saoutchiks liegen zwischen diesen Kreationen; sie sind sehr elegant und bei weitem nicht so ausladend wie die Delahaye, mit denen das Unternehmen regelmäßig die Fachwelt aufhorchen und das Publikum den Kopf schütteln ließ.
Talbot-Lago war nach dem Wegfall von Bugatti, Delage und Delahaye für kurze Zeit der letzte französische Anbieter großvolumiger Sportwagen in der Bentley-Preisklasse.

### Delahaye Type 235
Die Carrossiers mussten andere Wege finden. Als Delahaye versuchte, mit dem Type 235, einer Weiterentwicklung des Type 135, wieder Fuß zu fassen im Luxusmarkt, zeigten mehrere der verbliebenen ihre Ideen auf diesem Fahrgestell, so Antem, Chapron, Figoni & Falaschi und natürlich auch Saoutchik.
Die Übergangszeit zur Moderne zeigt ein sportliches Cabriolet von 1951, dessen Kotflügellinie noch angedeutet ist. Ein pfostenloses Coupé, das man in weniger radikaler Form wahrscheinlich als Hardtop oder Faux-Cabriolet bezeichnet hätte, zeigte 1953 den Weg auf, den sich Paul Saoutchik vorstellte, der das Unternehmen im Vorjahr vom Vater übernommen hatte. Es hatte ein langgezogenes Fastback-Heck mit angedeutetem Spitzheck und viel Glas. Die Kotflügellinie findet sich auch an zeitgenössischen BMW und Buick.
Der Markt hatte sich indes geändert, kaum jemand interessierte sich noch für solche von Hand gefertigten und daher sehr teuren Fahrzeuge. Objektiv gesehen, gab es preiswertere, moderne Konstruktionen, die deutlich leistungsfähiger waren als diese Grandes Routières, die eigentlich längst am Ende ihres Entwicklungszyklus angelangt waren.

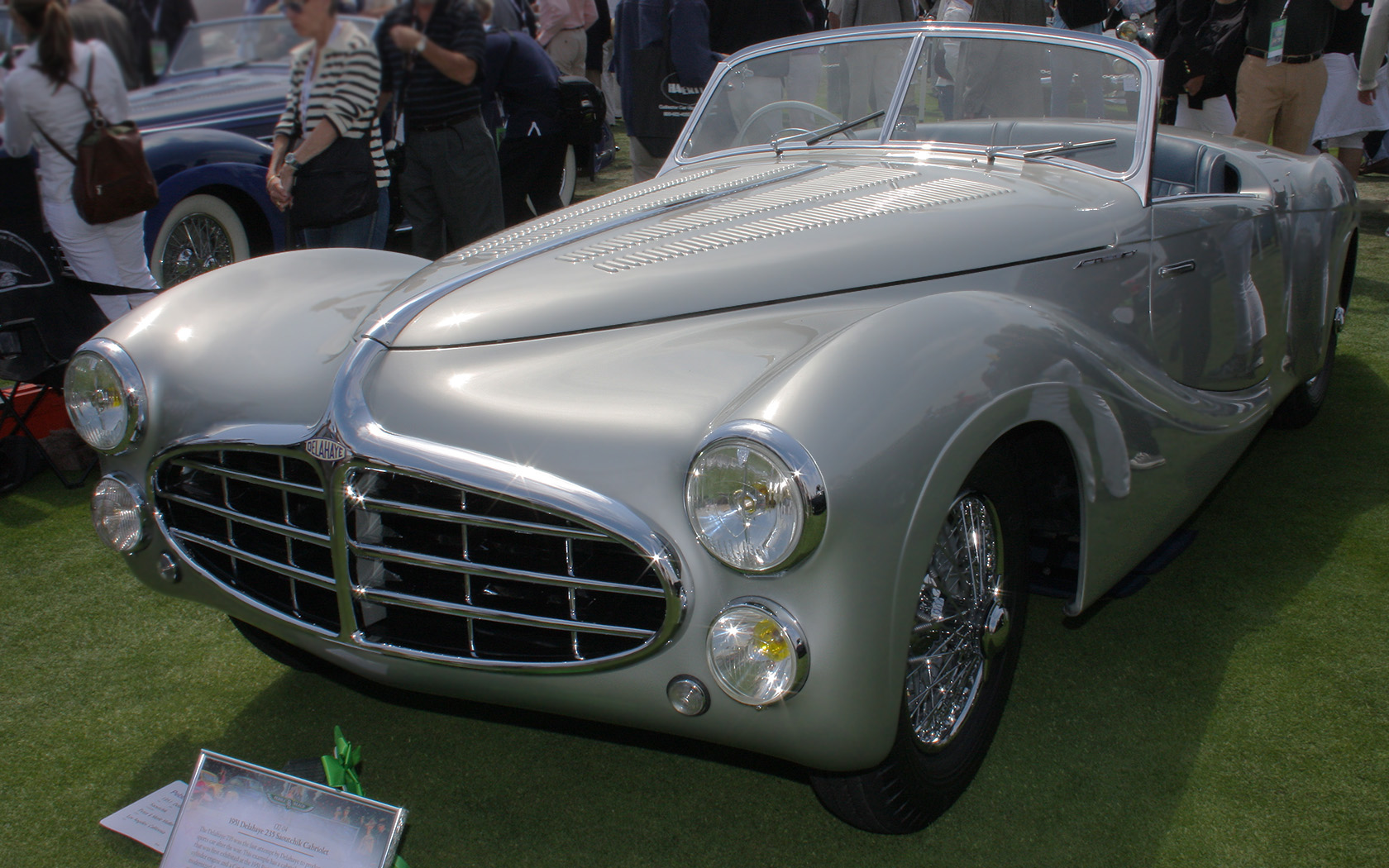
Delahaye Type 235 Cabriolet Saoutchik (1951)
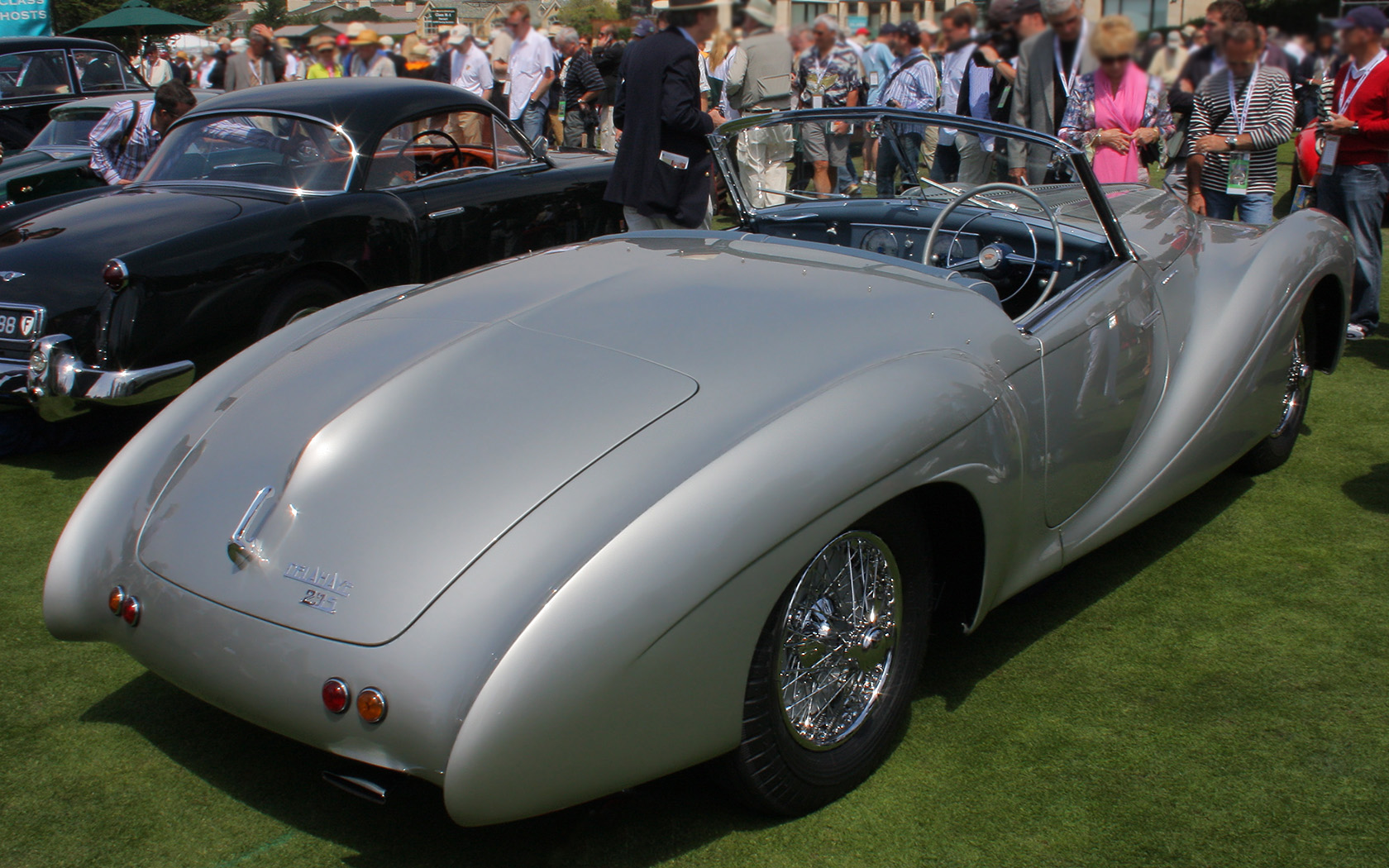
Delahaye Type 235 Cabriolet Saoutchik (1951), Heckansicht
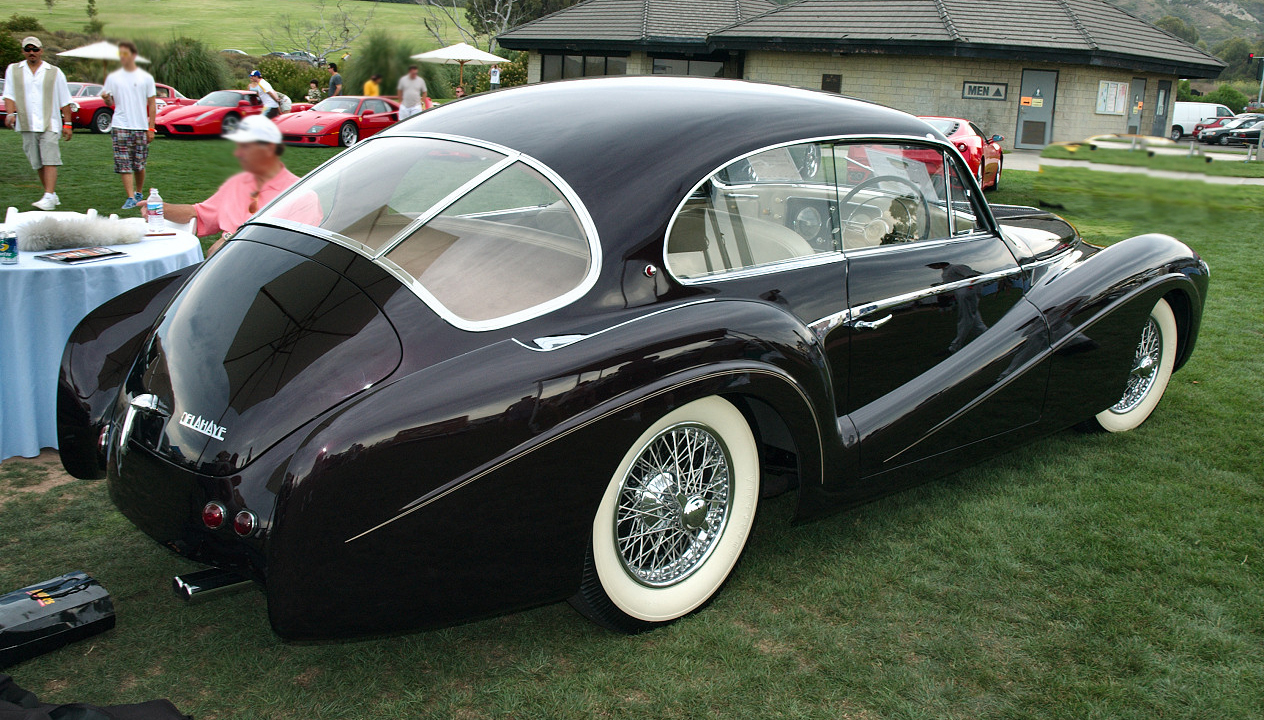
Radikaler Entwurf auf einem Delahaye Type 235, möglicherweise von Paul Saoutchik (1953)

### Pegaso Z-102
1938 wurde die Automobilproduktion von Hispano-Suiza in Frankreich aufgegeben. In Spanien wurde sie fortgesetzt. General Franco verstaatlichte diesen Bereich nach dem Krieg als ENASA (Empresa nacional autocamiones sociedad anonima). Pkw-Bau spielte zunächst keine Rolle mehr, das Unternehmen konzentrierte sich auf Nutzfahrzeuge, die unter dem Markennamen Pegaso verkauft wurden.
Der Hochleistungs-Sportwagen Z-102 wurde von 1951 bis 1957 hergestellt. In dieser Zeit entstanden nicht mehr als 100 Fahrzeuge. Die meisten wurden von Carroceria Serra in Barcelona, Carrozzeria Touring und Saoutchik karossiert. Jedes weist individuelle Details auf. Ein sich wiederholendes Stilelement ist ein Chromband, das den Kühlergrill senkrecht teilt.
Das Fahrgestell des Pegaso-Sportwagen war leichter und kleiner als die meisten, auf denen
Saoutchik gearbeitet hatte. Seine Roadster und Coupés für die Marke sind moderner und zurückhaltender. Noch immer fand Saoutchik eine eigene Formensprache. Auf manchen von Saoutchik Z-102 und Delahaye Type 235 finden sich noch angedeutete Kotflügellinien; davon kam man aber bald ab. Daimler probierte mit dem SP250 eine abgemilderte Variante aus und kam ebenfalls nicht zu einem befriedigenden Ergebnis. Anderes kommt uns von anderen Designern bekannt vor, etwa die schalenförmigen Einfassungen der Scheinwerfer (nacelles genannt). Wir finden sie auch bei Serra-Versionen des Z-102 und auf so unterschiedlichen Automobilen wie den ersten Facel Vega, schräg gestellt an amerikanischen Lincoln und Continental von 1958 und 1959 (über den Umweg über die Show cars Ford Mystère und Lincoln Futura, das spätere Batmobil) und an von Mulliner Park Ward ab 1964 karossierten Bentley S3 Continental und Rolls-Royce Silver Cloud III. Eine horizontale Anordnung findet sich an den Standard-Modellen dieser beiden britischen Marken und am Humber Super Snipe. Diese Mode verschwand danach schnell.

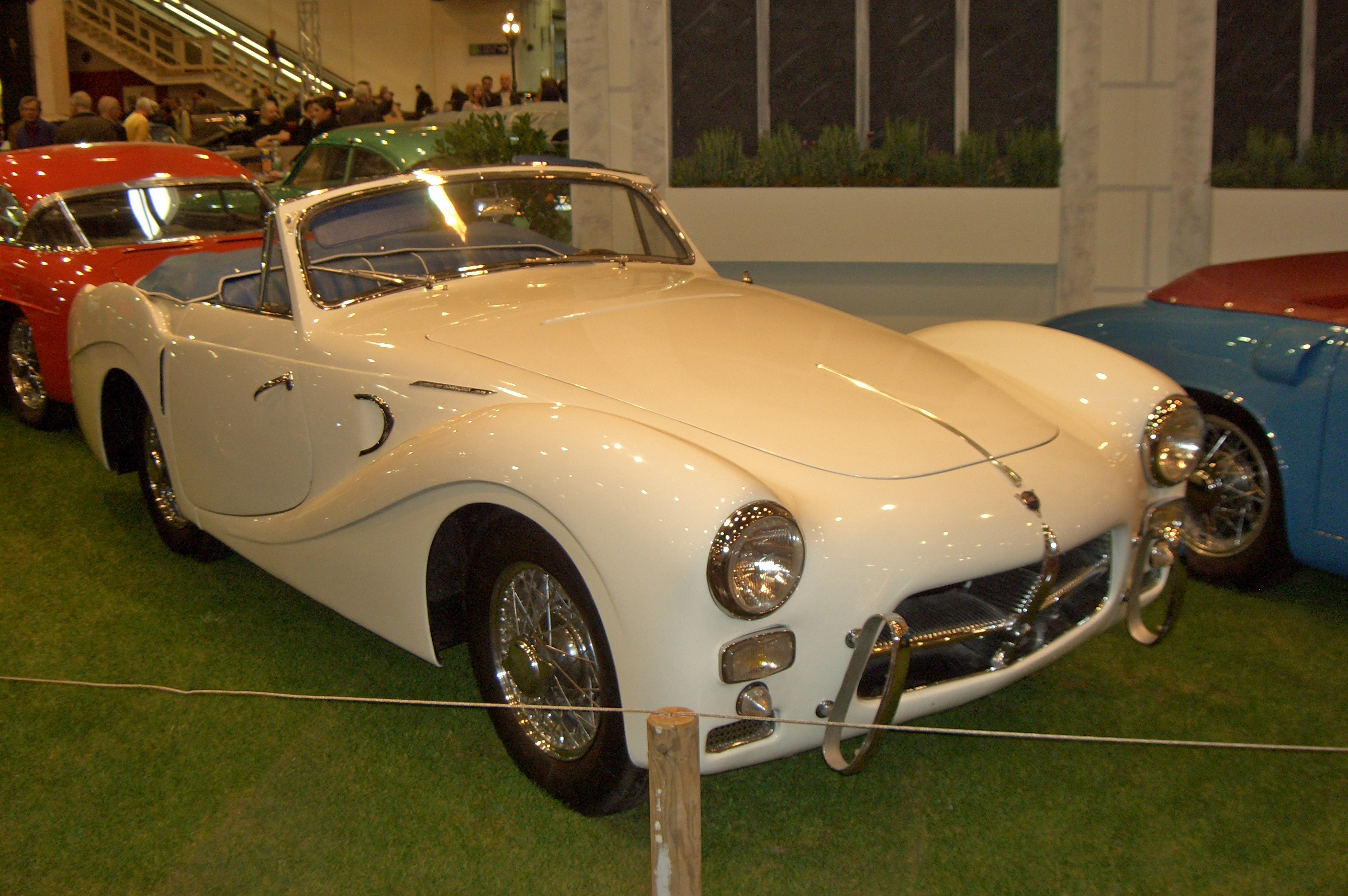
Die vielen Kurven an diesem frühen Pegaso Z-102 Spyder wirken etwas unkoordiniert.
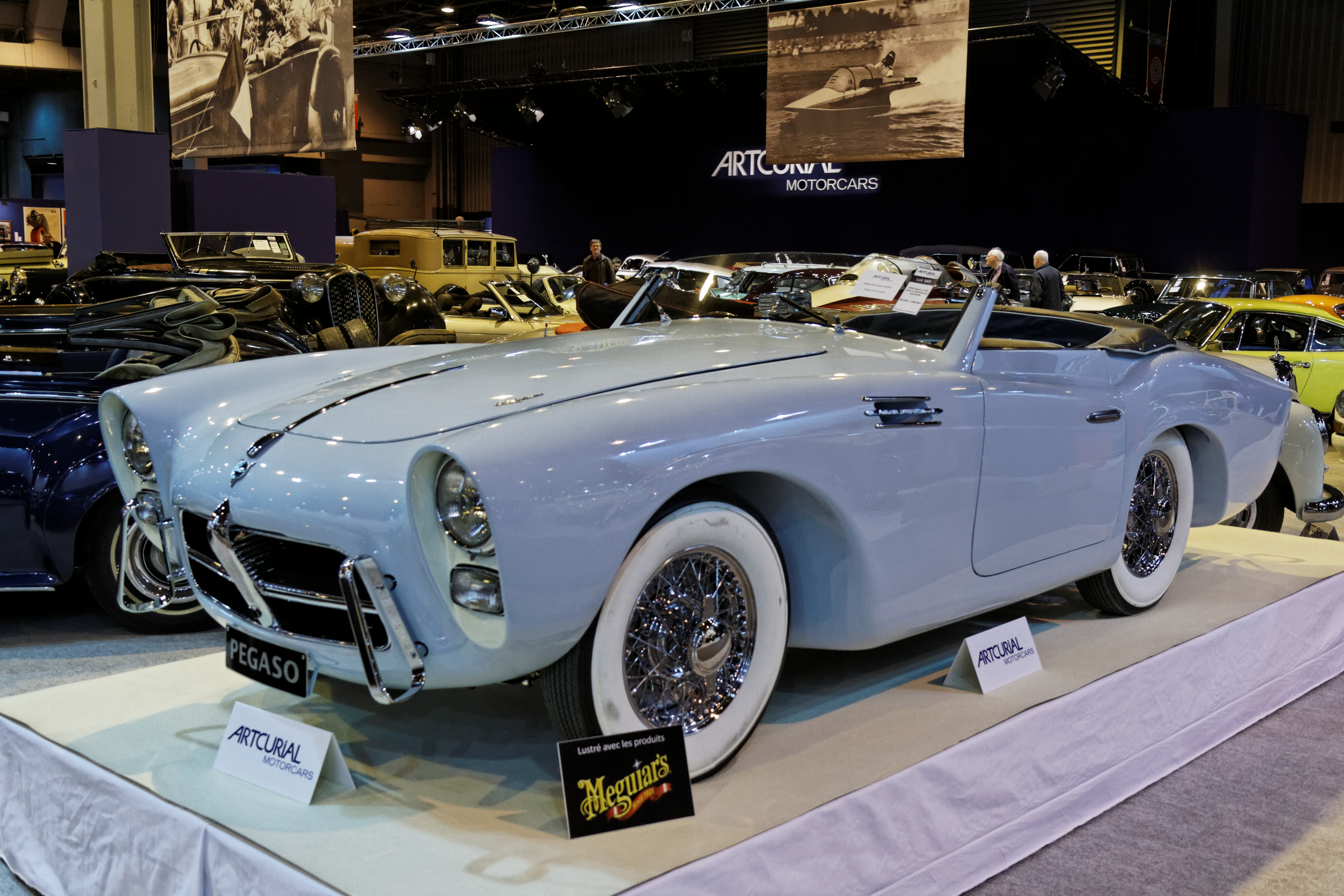
Typisch französische Umsetzung einer Spyder-Karosserie. Pegaso Z-102 Serie II (1954)
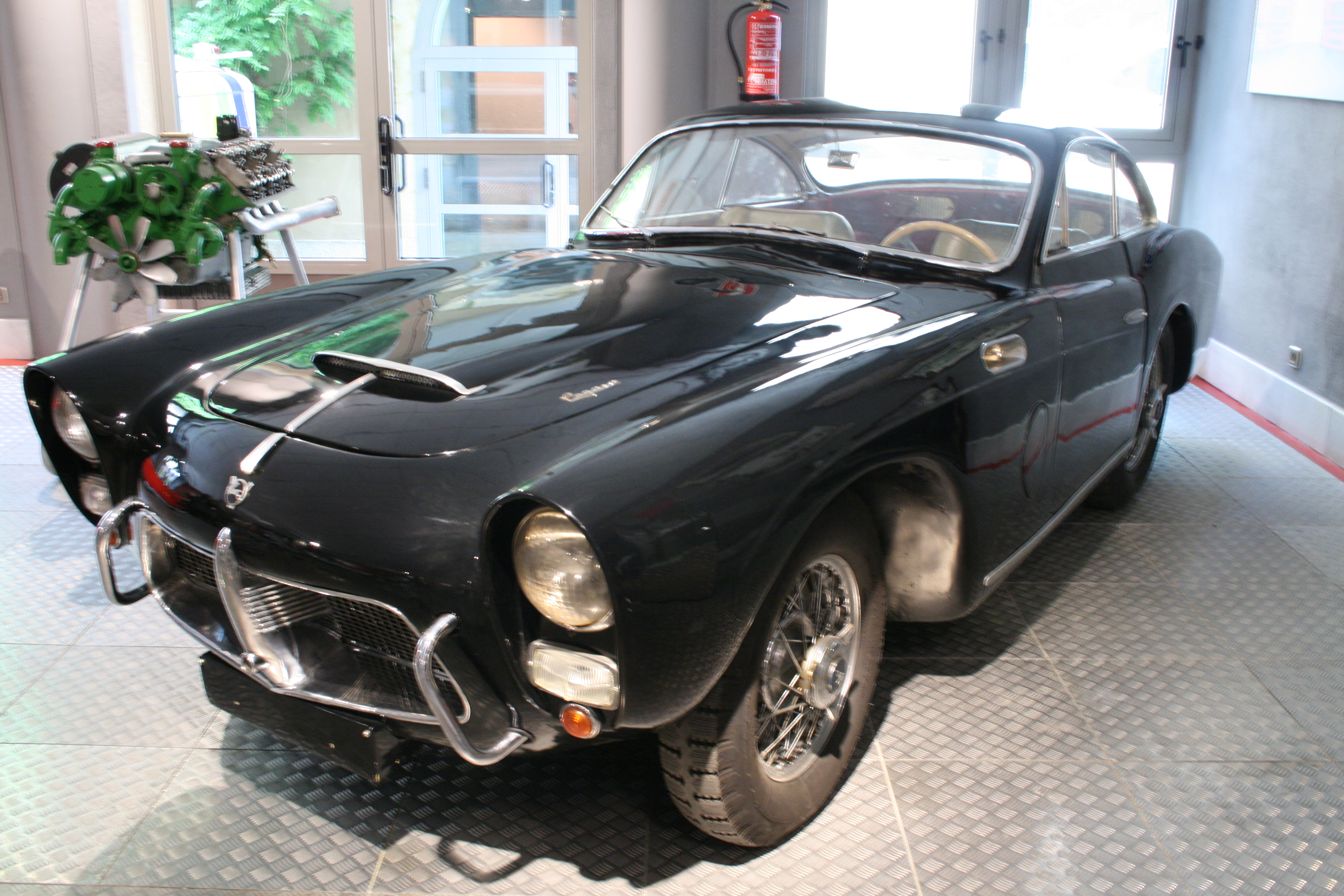
Pegaso Z-102 Coupé von Saoutchik von etwa 1955. Eine der überzeugendsten Umsetzungen für diese Marke.
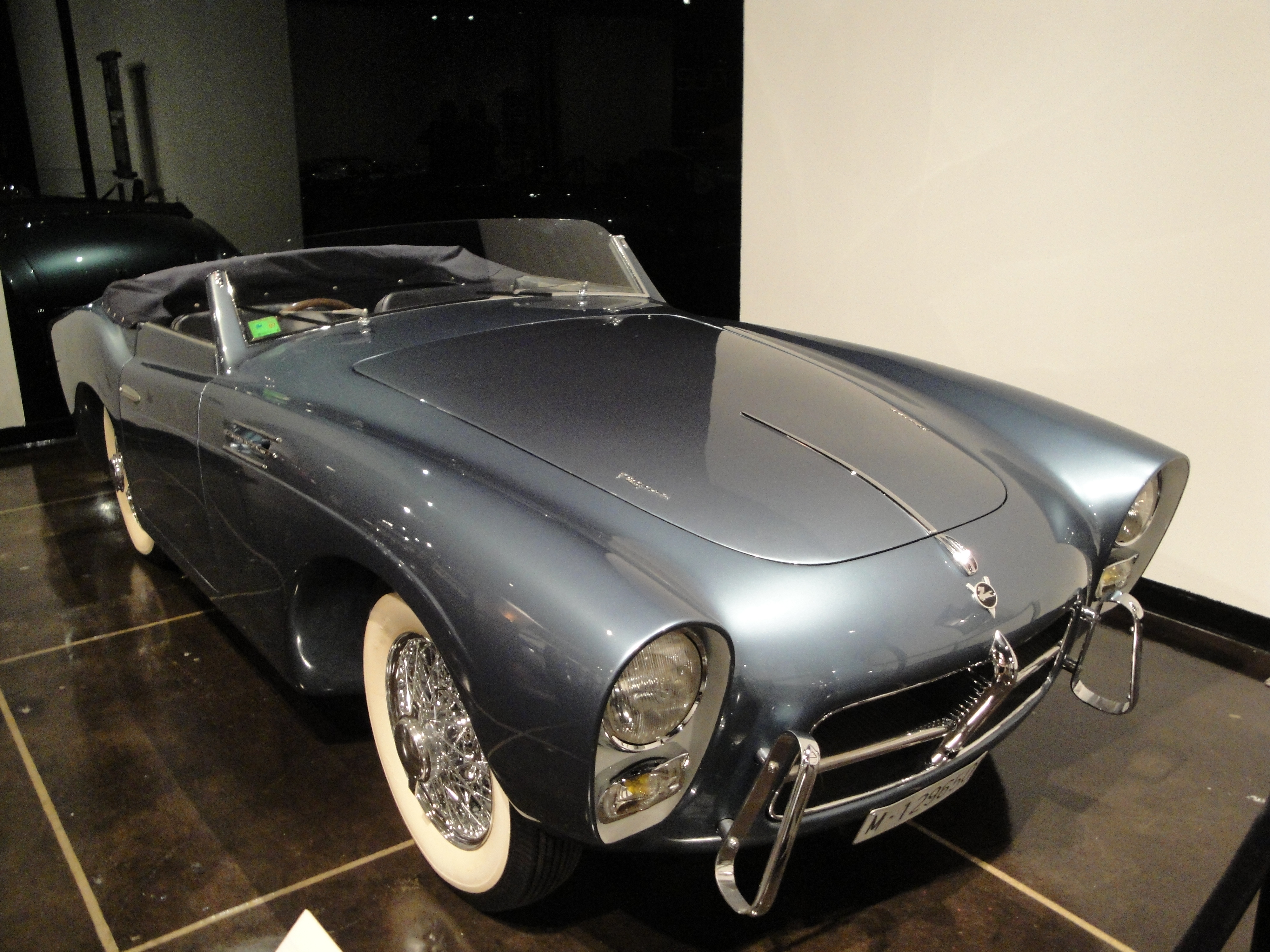
Später Spider Z-102. Die ovalen Einfassungen der Beleuchtung finden sich auch bei anderen Carrossierrs

## Paul Saoutchik
1952 übernahm Jacques Sohn Paul Saoutchik die Unternehmensführung. Auch er vermochte sich dem Zeitgeist nicht entgegenzustellen. Zu wenige Kunden hatten nach dem Weltkrieg noch ausreichend Geld, sich teure Spezialaufbauten für ihre Autos zu leisten. 1955 stellte das Unternehmen Saoutchik seinen Betrieb ein; eines der langlebigsten, das ausschließlich Automobilkarosserien hergestellt hatte.

## Würdigung
„He was a real craftsman, that fellow. He was also one of the few coachbuilders in France then who wasn't copying us in some way. I particularly remember his beautifully finished interiors. Yes, he was definitely a man with his own ideas.

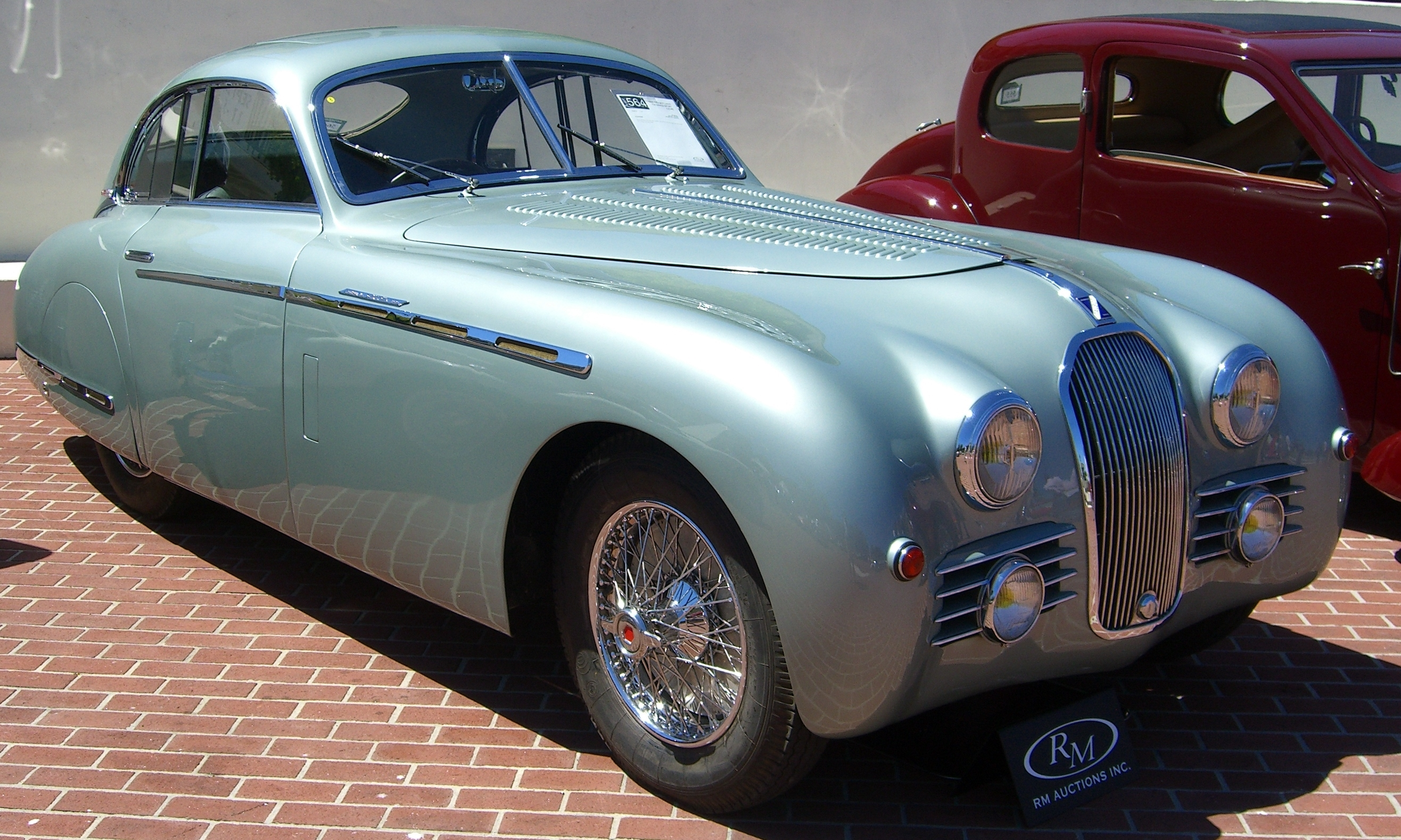
Dieses Talbot Lago T26 Saoutchik Coupé von 1950 nimmt gestalterische Elemente des Jaguar Mark I um Jahre vorweg

Dieser Mann war ein wirklicher Handwerker. Er war auch einer der wenigen Karosseriehersteller in Frankreich, die uns nicht in irgendeiner Weise kopierten. Ich erinnere mich besonders an seine schön ausgeführten Innenausstattungen. Ja, er war definitiv ein Mann mit eigenen Ideen.“

## Liste bekannter Fahrgestelle mit Saoutchik-Aufbauten
- Bugatti Type 57 (diverse)
- Cadillac Sixty-Two
- Delage (diverse, inkl. D8-120)
- Delahaye Type 134, Type 135, Type 175, Type 235
- Hispano-Suiza H 6, K 6 und J 12
- Isotta Fraschini (1906)
- Mercedes 24/100/140 PS (Typ K) und Mercedes-Benz 630S, W 06 (S, SS, SSK), Mercedes-Benz W 29 (500K)
- Panhard & Levassor (diverse)
- Pegaso Z-102
- Pic-Pic
- Renault 40 CV, Reinastella, Nervastella, Suprastella
- Rolls-Royce 40/50 hp "Silver Ghost" (1913, # 2442), Phantom II Cabriolet de Ville ("Transformable", 1930, #68GN),[5] Silver Wraith Sedanca (1947, #WTA45)
- Talbot-Lago T26, T150, "Grand Sport"
- Voisin